# Oranżada w proszku
Oranżada w proszku (także lemoniada w proszku, czasem sorbet w proszku) – sproszkowana mieszanka do produkcji gazowanych napojów bezalkoholowych. Proszek musujący jest również farmaceutyczną postacią dawkowania niektórych leków lub suplementów diety.

## Skład i działanie
Jeśli do wody doda się mieszaninę sody oczyszczonej (wodorowęglanu sodu, NaHCO3) i kwasu winowego lub kwasu cytrynowego, soda oczyszczona i kwas zareagują ze sobą, tworząc winian sodu lub cytrynian sodu i kwas węglowy, który następnie rozpada się na wodę i dwutlenek węgla, co sprawia, że napój jest musujący.
Kwas cytrynowy (C6H8O7) wywołuje następującą reakcję endotermiczną:
{\displaystyle \mathrm {3\ NaHCO_{3(aq)}+C_{6}H_{8}O_{7(aq)}\to \ Na_{3}C_{6}H_{5}O_{7(aq)}+3\ H_{2}O_{(l)}+3\ CO_{2(g)}} }
Produkowane przemysłowo proszki musujące mogą również zawierać cukier, aromaty, barwniki spożywcze i inne dodatki.

## Historia
Już w XIX wieku produkowano proszek musujący (łac. Pulvis aërophŏrus, jak nazywali go farmaceuci). W tym okresie powszechna była mieszanina kwasu winowego.
Proszek musujący był konsumowany pod koniec XIX wieku w następujący sposób: „Wsyp czubatą łyżeczkę proszku do szklanki wypełnionej do połowy wodą, raz zamieszaj i wypij tak szybko, jak to możliwe, dopóki napój musuje. […] Ponieważ w procesie zawsze traci się dużo kwasu węglowego, a działanie proszku opiera się głównie na jego działaniu, zwykły sposób jego stosowania jest dość niekorzystny. O wiele lepiej jest włożyć proszek do ust i popić wodą.”
W Anglii proszek musujący nazywano soda-powder: 2 g wodorowęglanu sodu i 1,5 g kwasu winowego sprzedawano oddzielnie w kolorowych kapsułkach i dodawano do wody tylko bezpośrednio przed spożyciem. Pod koniec XIX wieku istniały już warianty smakowe o smaku imbiru lub mięty pieprzowej. Był używany nawet jako proszek do leków, dla uprzyjemnienia smaku, na przykład w siarkowym proszku musującym.

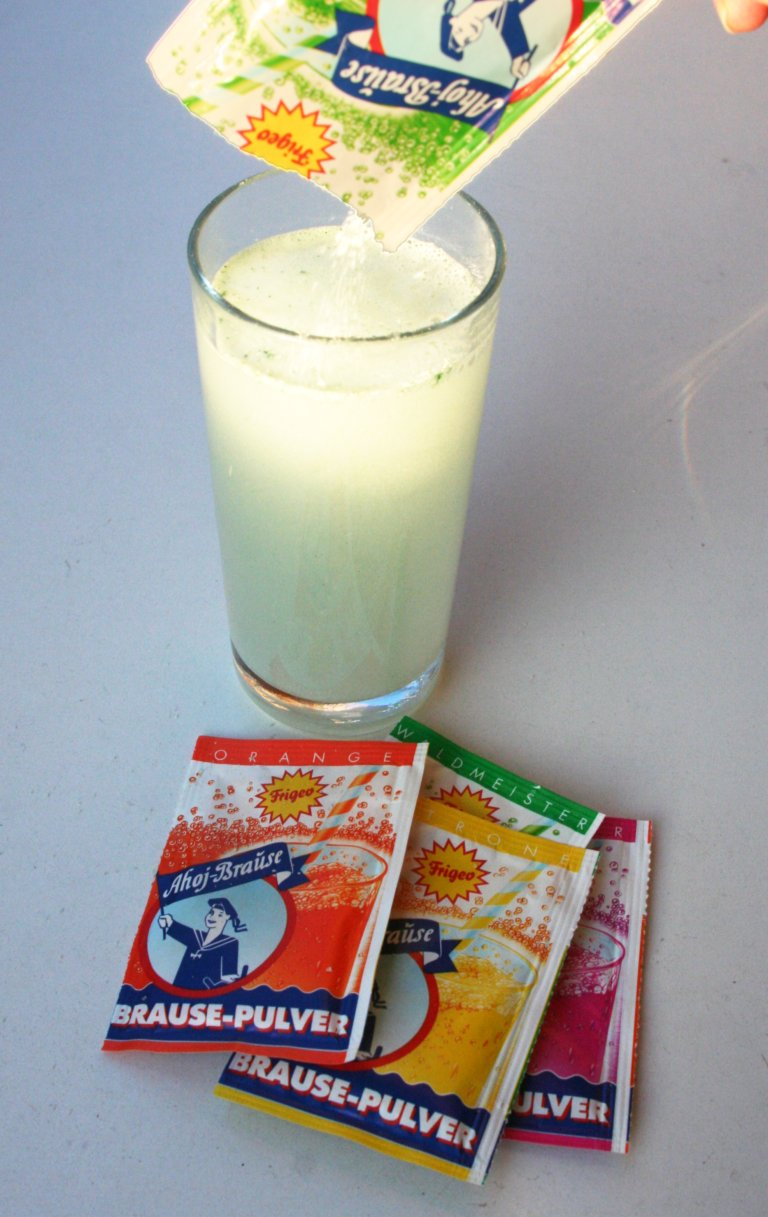
Napój musujący niemieckiej marki Ahoj

Pierwszy produkowany przemysłowo napój musujący w proszku został wyprodukowany przez firmę Stollwerck w Kolonii w XIX wieku. Proszek składał się z odparowanych soków owocowych, cukru trzcinowego, kwasu cytrynowego i wodorowęglanu sodu. Ta sama zasada co w przypadku musującego proszku, jest również stosowana w przypadku musujących rozpuszczalnych tabletek witaminowych i podobnych produktów.
W 1925 roku Theodor Beltle z Bad Cannstatt k. Stuttgartu i jego szwagier Robert Friedel założyli firmę Robert Friedel GmbH (Frigeo), która produkowała Friedel-Brause jako „musującą lemoniadę w proszku dla wszystkich warstw społecznych”. Początkowo mus pakowano w trójkątne saszetki zawierające dwie osobne tabletki sody oczyszczonej i kwasu winowego, które trzeba było dodać razem do wody. Jako smaki oferowano tylko pomarańczę i cytrynę. W latach trzydziestych XX wieku preparat zmieniono na proszek i wprowadzono markę Ahoj.
Po drugiej wojnie światowej coraz popularniejsze stawały się gotowe lemoniady, a proszek musujący, który teraz dostępny był również innych smakach, prawie nie odgrywał już roli w napojach. Obecnie niektórzy spożywają również proszek musujący wraz z alkoholem, przy czym proszek miesza się z alkoholem w ustach. W Niemczech proszki musujące sprzedawane pod marką Ahoj, a np. Szwajcarii proszek musujący jest najlepiej znany jako tabletka musująca oznaczona jako Tiki. W Wielkiej Brytanii Sherbet Fountain („Fontanna Sorbetowa”) firmy Barratt składa się z 25-gramowej tuby proszku musującego z laską lukrecji i jest sprzedawana od 1925 roku. Alternatywna wersja składa się z twardego cukierka żelatynowego w sztyfcie o smaku truskawkowym, który jest koloru czerwonego. W tradycyjnym opakowaniu papierowym wierzch sztyftu miał być odgryziony w celu uformowania słomki, a proszek przez nią jest wsysany, po czym musuje i rozpuszcza się na języku.
W Polsce oranżady w proszku były dostępne także w czasach PRL. Występowały (i nadal występują) również jako produkty medyczne (np. dla dzieci napoje witaminowe w proszku pod marką Vibovit produkowane przez zakłady należące w PRL do Zjednoczenia Przemysłu Farmaceutycznego „Polfa”).